# Annika Joeres

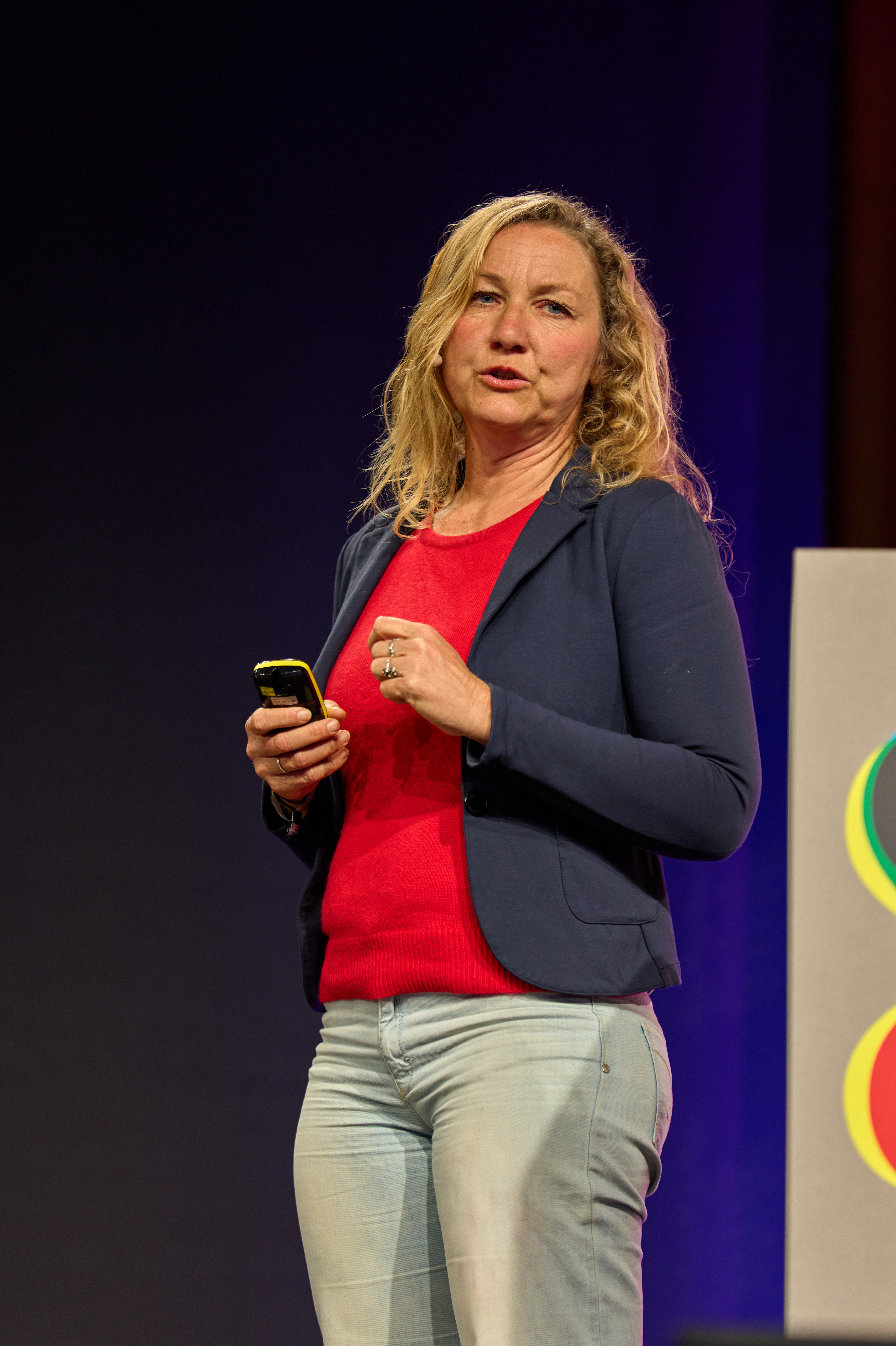
Annika Joeres, 2025

Annika Joeres (* 25. März 1978 in Herten) ist eine deutsche Journalistin und Buchautorin. 

## Leben und Wirken
Joeres stammt aus dem Ruhrgebiet, lebt derzeit aber in Südfrankreich, wo sie als freie Journalistin und Frankreich-Korrespondentin für diverse Medien arbeitet. Sie schreibt unter anderem für Die Zeit, Süddeutsche Zeitung, taz, der Freitag, ARD und Der Spiegel. Daneben gehört sie zum Team der Rechercheplattform Correctiv, wo sie als Klima- und Umweltjournalistin tätig ist. 
Bis 2010 war sie in Düsseldorf 4 Jahre Nordrhein-Westfalen-Korrespondentin für die Frankfurter Rundschau und Berliner Zeitung. Zuvor war sie ebenfalls in Düsseldorf stellvertretende Redaktionsleiterin der taz. Zu ihren Lieblingsthemen zählt sie den Klimawandel sowie den Zusammenhalt in Europa. Für ihre Arbeit wurde sie wiederholt mit Journalistenpreisen ausgezeichnet bzw. für solche nominiert.
2020 erschien ihr gemeinsam mit Susanne Götze verfasstes Buch Die Klimaschmutzlobby, das sich mit den Aktivitäten von Klimaschutz-Bremsern und Klimawandelleugnern befasst. Ein von Joeres mit Ruth Fend verfasster, am 12. Oktober veröffentlichter Artikel über Glyphosat wurde am 18. Oktober von der Zeit nach einem Faktencheck depubliziert.
2022 wurde ihr wieder gemeinsam mit Susanne Götze verfasstes Buch Klima außer Kontrolle publiziert. In ihm recherchieren Götze und Joeres, wie sich Deutschland an den Klimawandel anpassen müsste. Das Buch erhielt positive Kritiken, die Süddeutsche Zeitung nannte das Buch beispielsweise „einen wichtigen Beitrag zu einem Diskurs, der in Deutschland immer noch unterentwickelt ist.“ In der Zeitung Internationale Politik schrieb die Rezensentin: „Götzes und Joeres' Buch ist ein Versuch, ins Handeln zu kommen: Sie zeigen nicht nur auf, woran es in Prävention und Anpassung noch fehlt, sondern erarbeiten, aufbauend auf ihrer Analyse, eine Reihe konkreter Handlungsempfehlungen.“ In der Laudatio zum NDR-Sachbuchpreis hieß es: „Klima außer Kontrolle rüttelt auf und regt dazu an, selbst aktiv zu werden. Mit 'Was wir tun können?' sind die Abschnitte am Ende jedes Kapitels überschrieben, die uns Leserinnen und Leser nicht zur Untätigkeit verdammt zurücklassen, sondern uns präzise Ansatzpunkte aufzeigen: Praktischer geht Wissenschaft nicht“.
2023 erschien ihr Buch Durstiges Land – wie wir leben, wenn das Wasser knapp wird zusammen mit Susanne Götze. Darüber schrieb der SWR: „Die Grundidee ist überzeugend. Hier wird wirklich ungeschönt vorgeführt, was auf uns zukommt, wenn die Gesellschaft so weitermacht wie bisher, also nur halbherzig und verzögert Maßnahmen ergreift, oder, wenn sie wirklich zupacken und radikale Änderungen angehen würde.“ Die FAZ kommentierte: „Aus Perspektive [der Protagonisten] lässt sich miterleben, wie sich Wassernot existenziell anfühlt und was das für den Alltag und das menschliche Zusammenleben bedeutet. […] Diese Machart könnte das Publikumsinteresse und vielleicht sogar einen Bewusstseinswandel befördern.“

## Auszeichnungen (Auswahl)
- Deutsch-Französischer Journalistenpreis 2018[10]
- Umweltmedienpreis der Deutschen Umwelthilfe 2018[11]
- ERM-Medienpreis für Nachhaltige Entwicklung der Hochschule für Wirtschaft und Umwelt Nürtingen-Geislingen 2017[12]
- Newsroom.de-Auszeichnung Die 500 Medienfrauen des Jahres 2014[13]
- Nominiert für den Deutsch-Französischen Journalistenpreis 2019 mit Susanne Götze für Kohle, Kohle, Kohle[14]
- Nominiert für den Reporterpreis 2021 in der Kategorie Reportage[15]
- NDR Sachbuchpreis 2022 für Klima außer Kontrolle[16]
- Joeres wurde in der Kategorie Politik unter die Journalisten des Jahres 2022 gewählt[17]
- Nominiert für den Reporterpreis 2022 in der Kategorie Investigation[18] für Die Gaspromlobby[19]

## Bücher
- mit Susanne Götze: Die Milliardenlobby. Wer uns von Öl und Gas abhängig macht. Piper, München 2025, ISBN 978-3-492-07331-8.
- mit Susanne Götze: Durstiges Land. Wie wir leben, wenn das Wasser knapp wird. München 2023, ISBN 978-3-423-26372-6.
- mit Susanne Götze: Klima außer Kontrolle. Fluten, Hitze, Stürme – wie Deutschland sich schützen muss, Piper, München 2022, ISBN 978-3-492-06336-4.
- mit Susanne Götze: Die Klimaschmutzlobby. Wie Politiker und Wirtschaftslenker die Zukunft unseres Planeten verkaufen. Piper, München 2020, ISBN 978-3-492-07027-0.
- mit Peter Bausch: Marco Polo, Côte d'Azur, Monaco. 16., aktualisierte Auflage, Ostfildern 2018, ISBN 978-3-8297-2736-5.
- Vive la famille. Was wir von den Franzosen übers Familienglück lernen können. Herder, Freiburg im Breisgau/Basel/Wien 2015, ISBN 978-3-451-31236-6.
- Ein Jahr an der Côte d'Azur. Reise in den Alltag. Herder, Freiburg im Breisgau/Basel/Wien 2014, ISBN 978-3-451-06694-8.